# リオネグロ州
リオ・ネグロ州（リオ・ネグロしゅう、スペイン語: Provincia de Río Negro）はアルゼンチンの州である。州都はビエドマ。パンパの南端に位置する。

## 隣接州
- ネウケン州
- ラ・パンパ州
- ブエノスアイレス州
- チュブ州
- ロス・ラゴス州

## 下位行政区画
1. アドルフォ・アルシーナ・デパルタメント（英語版）
2. アベジャネーダ・デパルタメント (リオネグロ州)（英語版）
3. バリローチェ・デパルタメント（英語版）
4. コネーサ・デパルタメント（英語版）
5. エル・クイ・デパルタメント（英語版）
6. ヘネラル・ロカ・デパルタメント (リオネグロ州)（英語版）
7. ヌエベ・デ・フリオ・デパルタメント (リオネグロ州)（英語版）
8. ピチ・マイウーダ・デパルタメント（英語版）
9. ピルカニジェウ・デパルタメント（英語版）
10. サン・アントニオ・デパルタメント (リオネグロ州)（英語版）
11. バルチェータ・デパルタメント（英語版）
12. ビエンティシンコ・デ・マジョ・デパルタメント (リオネグロ州)（英語版）
13. ニョルキンコ・デパルタメント（英語版）

## 主な都市
- ビエドマ
- サン・カルロス・デ・バリローチェ

## 出身者
- フアン・マヌエル・マルティネス
- レオナルド・ウジョア